# 諸江剣語
諸江 剣語（もろえ けんご、1987年2月23日 - ）は、石川県金沢市出身のフットサル選手。フウガドールすみだ所属。フットサル日本代表。フリーザ。ポジションはフィクソ、アラ(2021より)。

## 経歴
石川県金沢市出身。小学年代では中村わかばとサッカースポーツ少年団に所属、中学年代では泉クラブのジュニアユース1期生であり、10番を背負った泉クラブでは2002年の第7回全日本ユース (U-15) フットサル選手権大会で準優勝した。高校年代では長時間電車に揺られて静岡県までセレクションを受けに行き、静岡学園高校にサッカー留学。11番を背負ってレギュラーを張った。同期には狩野健太、中村友亮、加門亮平、1学年上には小林祐三、松下幸平、横山拓也、1学年下には杉山力裕、先崎勝也などがおり、中村とは現在も親友の間柄である。
高校卒業後にはサッカーからフットサルに転向し、地元金沢市の北信越フットサルリーグのINDIGO SCORPION 1969に加入。2006年には北信越フットサルリーグで優勝し、FUTSAL地域チャンピオンズリーグ・予選リーグでは、市原誉昭や岩本昌樹がいたプレデター浦安戦でインパクトを残した。この際には日本代表のセルジオ・サッポ監督にも高く評価されている。関東フットサルリーグのプレデター浦安に入団。2007年にはFリーグが開幕し、プレデター浦安はバルドラール浦安に改名している。2007-08シーズンは2試合出場0得点、2008-09シーズンは4試合出場0得点と、Fリーグでは出場機会さえままならなかった。2009年にはミゲル・ロドリゴ監督によってフットサル日本代表に初招集され、若手主体で構成されたメンバーの一員として2009年アジアインドアゲームズに出場。グループリーグのタジキスタン戦で得点している。
2009-10シーズンは24試合出場0得点の成績を残したが、2010年に関東フットサルリーグのFUGA TOKYOに移籍。FUGA TOKYOは2011年にフウガすみだと改名し、Fリーグ準会員に承認されてFリーグ準会員リーグにも出場した。フウガすみだは2014年にFリーグに参入し、フウガドールすみだに改名した。2015年から2021年までゲームキャプテンを務めている。

## 所属クラブ
サッカー
- 中村わかばとサッカースポーツ少年団（金沢市立中村町小学校）
- 1999-2001 泉クラブ（金沢市立泉中学校）
- 2002-2004 静岡学園高等学校

フットサル
- 2005-2006 INDIGO SCORPION 1969（北信越リーグ）
- 2006-2010 プレデター浦安/バルドラール浦安（関東リーグ/Fリーグ）
- 2010- FUGA TOKYO/フウガすみだ/フウガドールすみだ（関東リーグ/Fリーグ）

## 代表歴
- フットサル日本代表
  - 2009年アジアインドアゲームズ

## 個人成績
| 国内大会個人成績 | 国内大会個人成績 | 国内大会個人成績 | 国内大会個人成績 | 国内大会個人成績             | 国内大会個人成績 | 国内大会個人成績 | 国内大会個人成績 | 国内大会個人成績 | 国内大会個人成績 | 国内大会個人成績 | 国内大会個人成績 |
| 年度             | クラブ           | 背番号           | リーグ           | リーグ戦                     | リーグ戦         | リーグ杯         | リーグ杯         | オープン杯       | オープン杯       | 期間通算         | 期間通算         |
| 年度             | クラブ           | 背番号           | リーグ           | 出場                         | 得点             | 出場             | 得点             | 出場             | 得点             | 出場             | 得点             |
| 日本             | 日本             | 日本             | 日本             | リーグ戦                     | リーグ戦         | オーシャン杯     | オーシャン杯     | 全日本選手権     | 全日本選手権     | 期間通算         | 期間通算         |
| ---------------- | ---------------- | ---------------- | ---------------- | ---------------------------- | ---------------- | ---------------- | ---------------- | ---------------- | ---------------- | ---------------- | ---------------- |
| 2006             | プレデター       |                  | 関東             |                              |                  |                  |                  |                  |                  |                  |                  |
| 2007-08          | 浦安             |                  | Fリーグ          | ??                           | ?                |                  |                  |                  |                  |                  |                  |
| 2008-09          | 浦安             |                  | Fリーグ          | ??                           | ?                |                  |                  |                  |                  |                  |                  |
| 2009-10          | 浦安             |                  | Fリーグ          | ??                           | ?                |                  |                  |                  |                  |                  |                  |
| 2010             | FUGA TOKYO       |                  | 関東             |                              |                  |                  |                  |                  |                  |                  |                  |
| 2011             | フウガすみだ     |                  | 関東             |                              |                  |                  |                  |                  |                  |                  |                  |
| 2012             | フウガすみだ     |                  | 関東             |                              |                  |                  |                  |                  |                  |                  |                  |
| 2013             | フウガすみだ     |                  | 関東             |                              |                  |                  |                  |                  |                  |                  |                  |
| 2014-15          | すみだ           | 4                | Fリーグ          | 28                           | 8                |                  |                  |                  |                  |                  |                  |
| 2015-16          | すみだ           | 4                | Fリーグ          |                              |                  |                  |                  |                  |                  |                  |                  |
| 2016-17          | すみだ           | 4                | Fリーグ          |                              |                  |                  |                  |                  |                  |                  |                  |
| 2017-18          | すみだ           | 4                | Fリーグ          |                              |                  |                  |                  |                  |                  |                  |                  |
| 2018-19          | すみだ           | 4                | Fリーグ          |                              |                  |                  |                  | 0                | 0                |                  |                  |
| 2019-20          | すみだ           | 4                | Fリーグ          |                              |                  |                  |                  | 中止             | 中止             |                  |                  |
| 2020-21          | すみだ           | 4                | Fリーグ          |                              |                  |                  |                  | 4                | 1                |                  |                  |
| 2021-22          | すみだ           | 4                | Fリーグ          |                              |                  |                  |                  | 1                | 0                |                  |                  |
| 2022-23          | すみだ           | 4                | Fリーグ          |                              |                  |                  |                  | 5                | 1                |                  |                  |
| 通算             | 日本             | 日本             | Fリーグ          | \|\|\|\|\|\|\|\|\|\|\|\|\|\| |                  |                  |                  |                  |                  |                  |                  |
| 通算             | 日本             | 日本             |                  | \|\|\|\|\|\|\|\|\|\|\|\|\|\| |                  |                  |                  |                  |                  |                  |                  |
| 総通算           | 総通算           | 総通算           | 総通算           | \|\|\|\|\|\|\|\|\|\|\|\|\|\| |                  |                  |                  |                  |                  |                  |                  |

## タイトル
クラブ
- 全日本フットサル選手権：1回 (2023年)